# Sematopoda elata
Sematopoda elata är en tvåvingeart som beskrevs av Collin 1928. Sematopoda elata ingår i släktet Sematopoda och familjen Brachystomatidae. Inga underarter finns listade i Catalogue of Life.